# Brigades Sanitàries
Les Brigades Sanitàries foren unes patrulles creades per la Mancomunitat de Catalunya per poder atendre les incidències epidèmiques, facilitar vacunes, realitzar campanyes de profilaxi de malalties evitables i d'educació sanitària general. La Mancomunitat de Catalunya va subrogar als municipis catalans l'obligació, segons reial ordre de 28 de juliol de 1921, d'organitzar patrulles de brigades sanitàries. Uns mesos més tard, l'ens supraprovincial va assumir directament aquesta atribució, per a la qual cosa es va dotar de diversos equips, com ara estufes locomòbils, potabilitzadores tèrmiques, carros-bótes, camionetes per al trasllat de malalts o un pavelló sanitari desmuntable per a vuit llits. Les brigades sanitàries van organitzar-se des de quatre nuclis: Barcelona, Lleida, Reus i Figueres, a fi d'actuar a tot Catalunya.